# Hôtel Gavinet
L'hôtel Gavinet est un hôtel particulier situé à Besançon dans le département du Doubs.

## Localisation
L'édifice est situé au 29 rue de la préfecture dans le quartier de la Boucle de Besançon.

## Histoire
En 1777, l'hôtel est construit par l'architecte bisontin Claude Antoine Colombot pour le sieur Gavinet.
L'hôtel, ses décors et la cour font l’objet d’une inscription au titre des monuments historiques depuis le 31 décembre 1997.

## Architecture
La façade du bâtiment sur rue est rythmée à l'étage par des balcons à balustres. Cette même façade présente un fronton triangulaire au-dessus de la fenêtre centrale.
La décoration intérieure est de style Second Empire.